# Muriel Gardiner
Pour les articles homonymes, voir Gardiner.
Muriel Gardiner Buttinger (née Morris le 23 novembre 1901 et morte le 6 février 1985) est une psychanalyste et psychiatre américaine. 

## Biographie
Muriel Gardiner naît le 23 novembre 1901 à Chicago dans une famille riche et privilégiée. Elle est la fille d'Edward Morris, président de l'entreprise d'emballage de viande Morris & Company, et d'Helen (née Swift) Morris, membre de la famille propriétaire de Swift & Company, une autre entreprise d'emballage de viande.
Ses parents divorcent et sa mère se remarie avec Francis Neilson, homme politique et auteur dramatique britannique.

## Œuvres traduites
- Ces enfants voulaient-ils tuer ?, Petite bibliothèque Payot, 1976.
- L'Homme aux loups par ses psychanalystes et par lui-même, Gallimard, 1981.